# ذا أوسو
 ذا أوسو  (بالإنجليزية: The Usos) مصارعان محترفان من السموان الأمريكية وهما توأمان هما جيمي أوسو وجاي أوسو، جيمي اسمه الحقيقي هو جونثاون سولفا فاتو وجاي اسمه الحقيقي هو جوشا سامويل فاتو وهما أولاد المصارع القديم ريكيشي , و قد تمكن الأخوان أوسو من الفوز ببطولة الفرق في الدبليو دبليو أي مرتان الأولى على فريق نيو أيج أوتلاوس والثانية كانت على فريق ذاميز ودامين ميزداو.

## مواضيع أخرى
ذا أوسو ظهرا في لعبة WWE 13 قابلين للتحميل، وفي لعبة WWE 2k15 ضهر ذا أوسو مرة أخرى متاحين للعب بصورة مباشرة.

## بطولاتهم وأنجازاتهم
- بطولة فلوريدا تشامبيون تشيب ورسلينغ للفرق - مرة واحدة
- بطولة الدبليو دبليو أي للفرق - ست مرات
- جائزة سلامي لأفضل فريق سنة 2014
- صنفت الPWI جيمي أوسو في المركز 25 من أصل 500 مصارع لسنة 2014
- صنفت الPWI جاي أوسو في المركز 26 من أصل 500 مصارع لسنة 2014

## روابط خارجية
- ذا أوسو على موقع عالم المصارعة على الإنترنت (الإنجليزية)
- ذا أوسو على موقع عالم المصارعة على الإنترنت (الإنجليزية)